# Unione Territoriale Intercomunale delle Valli e delle Dolomiti Friulane
L'UTI delle Valli e Dolomiti Friulane è stato un ente amministrativo e territoriale istituito nel 2016, contestualmente alla cessazione delle province della regione Friuli-Venezia Giulia. È stato soppresso nel 2020 ai sensi della legge regionale 21/2019.

## Geografia fisica
L'Unione confinava ad ovest con la regione Veneto, a nord con l'UTI della Carnia, ad est con le UTI del Gemonese e Collinare, a sud con le UTI del Tagliamento, del Noncello e Livenza - Cansiglio - Cavallo.
Come indicava chiaramente la sua denominazione, l'UTI accorpava i comuni delle Dolomiti Friulane e quelli delle cosiddette "Valli Pordenonesi" ossia Val Tramontina, Val Cellina, Valle del Vajont, Val Cellina, Val Cimoliana, la Val Colvera, la Val Zemola, la Val Cosa e la Val d'Arzino.

## Comuni appartenenti
- Popolazione: dati ISTAT aggiornati al 31 dicembre 2019[1]
- Superficie: dati espressi in chilometri quadrati (km²)
- Altitudine: dati espressi in metri sul livello del mare (m s.l.m.)

| Stemma | Comune                 | Popolazione | Superficie | Altitudine |
| ------ | ---------------------- | ----------- | ---------- | ---------- |
|        | Maniago                | 11 758      | 69,46      | 283        |
|        | Andreis                | 244         | 26,95      | 455        |
|        | Arba                   | 1 318       | 15,31      | 210        |
|        | Barcis                 | 243         | 103,41     | 409        |
|        | Castelnovo del Friuli  | 834         | 22,48      | 234        |
|        | Cavasso Nuovo          | 1 525       | 10,6       | 285        |
|        | Cimolais               | 355         | 100,86     | 652        |
|        | Claut                  | 887         | 165,91     | 613        |
|        | Clauzetto              | 388         | 28,31      | 558        |
|        | Erto e Casso           | 369         | 52,43      | 775        |
|        | Fanna                  | 1 521       | 10,26      | 274        |
|        | Frisanco               | 594         | 60,99      | 500        |
|        | Meduno                 | 1 543       | 31,59      | 313        |
|        | Montereale Valcellina  | 4 338       | 67,88      | 317        |
|        | Pinzano al Tagliamento | 1 530       | 21,95      | 206        |
|        | Sequals                | 2 233       | 27,7       | 270        |
|        | Tramonti di Sopra      | 287         | 125,15     | 420        |
|        | Tramonti di Sotto      | 344         | 85,55      | 366        |
|        | Travesio               | 1 809       | 28,38      | 226        |
|        | Vajont                 | 1 688       | 1,59       | 287        |
|        | Vito d'Asio            | 700         | 53,72      | 320        |
|        | Vivaro                 | 1 309       | 37,68      | 138        |